# Kotuń (województwo mazowieckie)

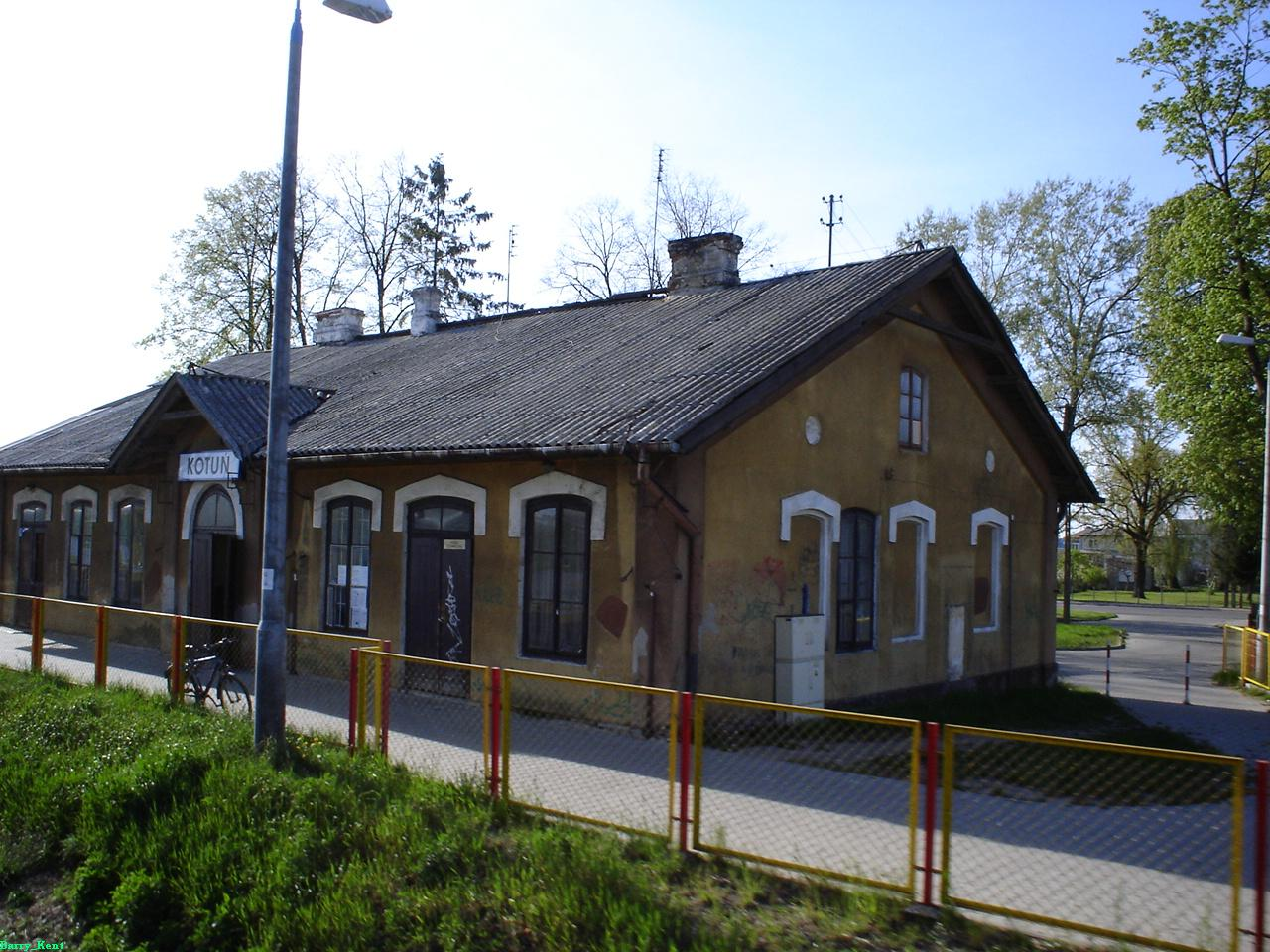
Kotuń (przystanek kolejowy)

Kotuń – wieś w Polsce położona w województwie mazowieckim, w powiecie siedleckim, w gminie Kotuń. Ma status sołectwa.
Leży w odległości 15 km na zachód od Siedlec i 4 km od międzynarodowej trasy E30 Cork – Omsk.
W latach 1954–1972 wieś należała i była siedzibą władz gromady Kotuń. W latach 1975–1998 miejscowość administracyjnie należała do województwa siedleckiego.
Miejscowość jest siedzibą gminy Kotuń oraz rzymskokatolickiej parafii św. Antoniego Padewskiego.

## Dane ogólne
Kotuń jest siedzibą gminy powiatu siedleckiego, stanowiącego wschodni kraniec województwa mazowieckiego. Miejscowość położona jest w odległości 15 km od Siedlec i 88 km od Warszawy. Gminę przecina linia kolejowa Warszawa – Siedlce – Terespol oraz droga krajowa nr 2 (Świecko – Warszawa – Terespol).
Blisko 2,5-tysięczna miejscowość leży między rzekami Liwiec i Kostrzyń – w obniżeniu węgrowskim, które Wysoczyznę Siedlecką dzieli na dwie części. Przez miejscowość w kierunku zachodnim przepływa mała rzeczka Świdnica, będąca jednym z dopływów Kostrzynia.
Na początku XX wieku przeprowadzono regulację rzeki, tworząc jednocześnie kilkusethektarowy kompleks rybnych stawów hodowlanych należący do właścicieli dóbr ziemskich Broszków: Franciszka Buyno (do 1921 r.), a potem m.in. do Mieczysława Dreckiego (do 1925 r.). Na jego części w 1984 roku utworzono rezerwat ptaków „Stawy Broszkowskie”.

## Historia
Nazwa „Kotuń” wywodzi się z prasłowiańskiej nazwy „kot`” i przyrostka „-uń”. Prasłowiańska nazwa „kot`” oznaczała pomieszczenie dla małych zwierząt, skąd następnie pochodzi staropolskie słowo „kociec” i wreszcie „kojec”. Odkryte na tym terenie urny prochowe i inne znaleziska archeologiczne skłaniają ku takiej wersji pochodzenia nazwy miejscowości. Nazwa oraz badania archeologiczne prowadzone w miejscowości sugerują, że osadnictwo na tym obszarze istnieje prawdopodobnie już od około 3000 lat.
Nazwa „Kotuń” wymieniona jest w rejestrze poborowym w 1563 roku. W XVI wieku miejscowość leżała w granicach ziemi liwskiej i należała do parafii Niwiska (obecnie Niwiski) w dystrykcie liwskim, najstarszej w okolicy, bo powstałej jeszcze przed 1480 rokiem. W 1769 roku Kotuń został przyłączony do parafii Żeliszew. Miejscowość i tereny leżące wokół niej po obu stronach rzeki Świdnicy w XIX wieku należały do ziemiańskiej rodziny Chłusowiczów. Czynnikami decydującymi o rozwoju Kotunia była parcelacja dóbr ziemskich Kotuń – własności Adolfa, potem Feliksa Chłusowiczów – oraz budowa w XIX wieku Warszawsko-Terespolskiej Kolei Żelaznej. Budowa kolei i stacji kolejowej spowodowała systematyczny napływ ludności. Na przełomie XIX i XX wieku nazwę stacji kolejowej zmieniono na Broszków. Na taką decyzję wpłynął właściciel ponad 1500-hektarowego majątku ziemskiego Broszków – Franciszek Buyno. Dopiero w 1958 roku, staraniem Gromadzkiej Komisji Oświaty, przywrócono pierwotną nazwę. Dawna wieś Kotuń położona była równolegle do obecnej ulicy Wiejskiej, bliżej rzeki. Starą drogę zlikwidowano w 1938 roku podczas komasacji gruntów. Nowe warunki spowodowały rozbudowę Kotunia w okolicach stacji kolejowej i w efekcie przesunięcie jego centrum.

## Inne informacje
W Kotuniu znajdują się należące do parafii św. Antoniego kościół i cmentarz rzymskokatolicki, a także apteka, szkoła podstawowa oraz Muzeum Pożarnictwa. Ponadto w miejscowości istnieje przystanek kolejowy położony na magistrali kolejowej Moskwa – Berlin. Przez wieś przechodzi droga powiatowa Broszków – Ozorów. W Kotuniu jest źródło, z którego czerpana jest woda mineralna Eden.

## Galeria

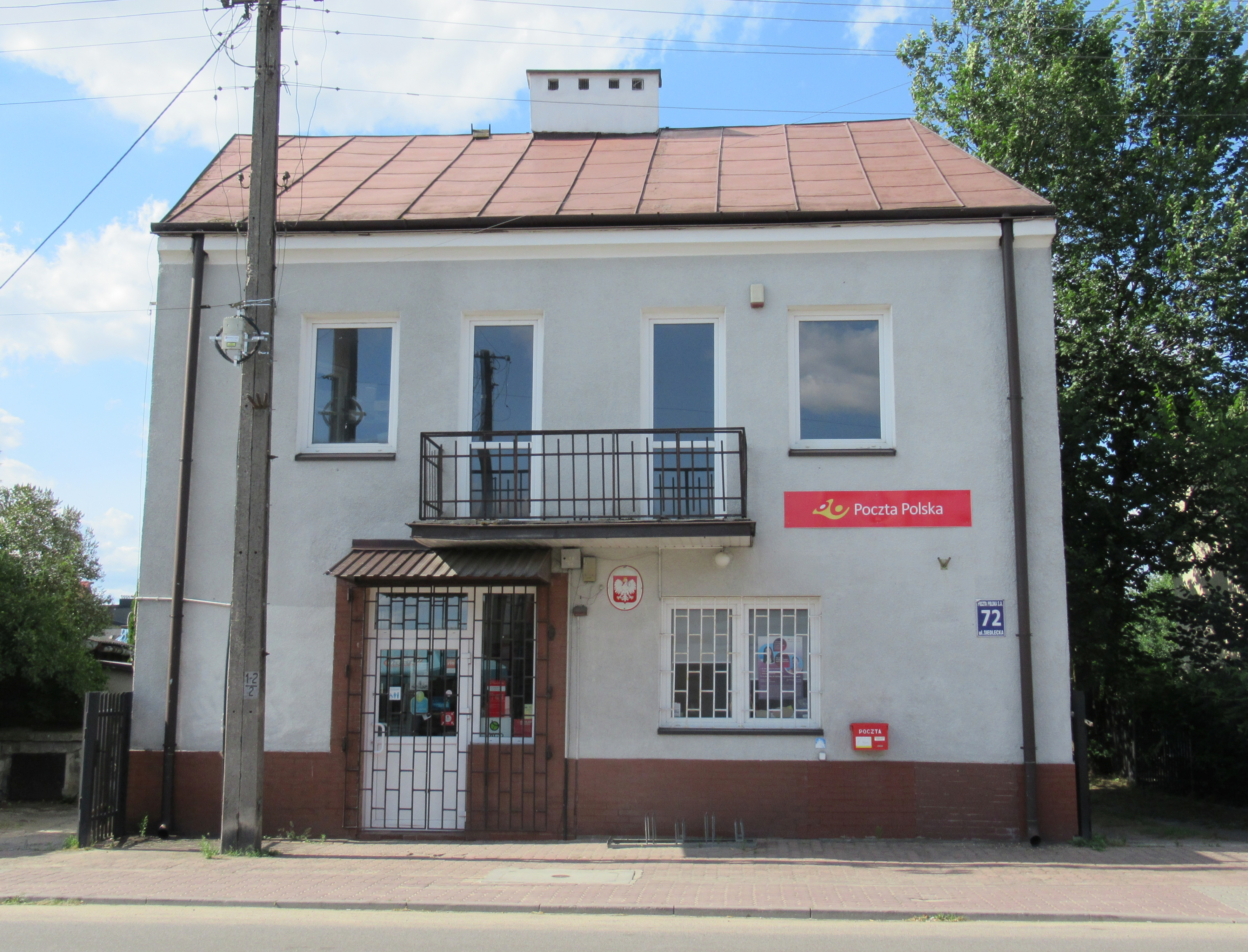
Urząd pocztowy
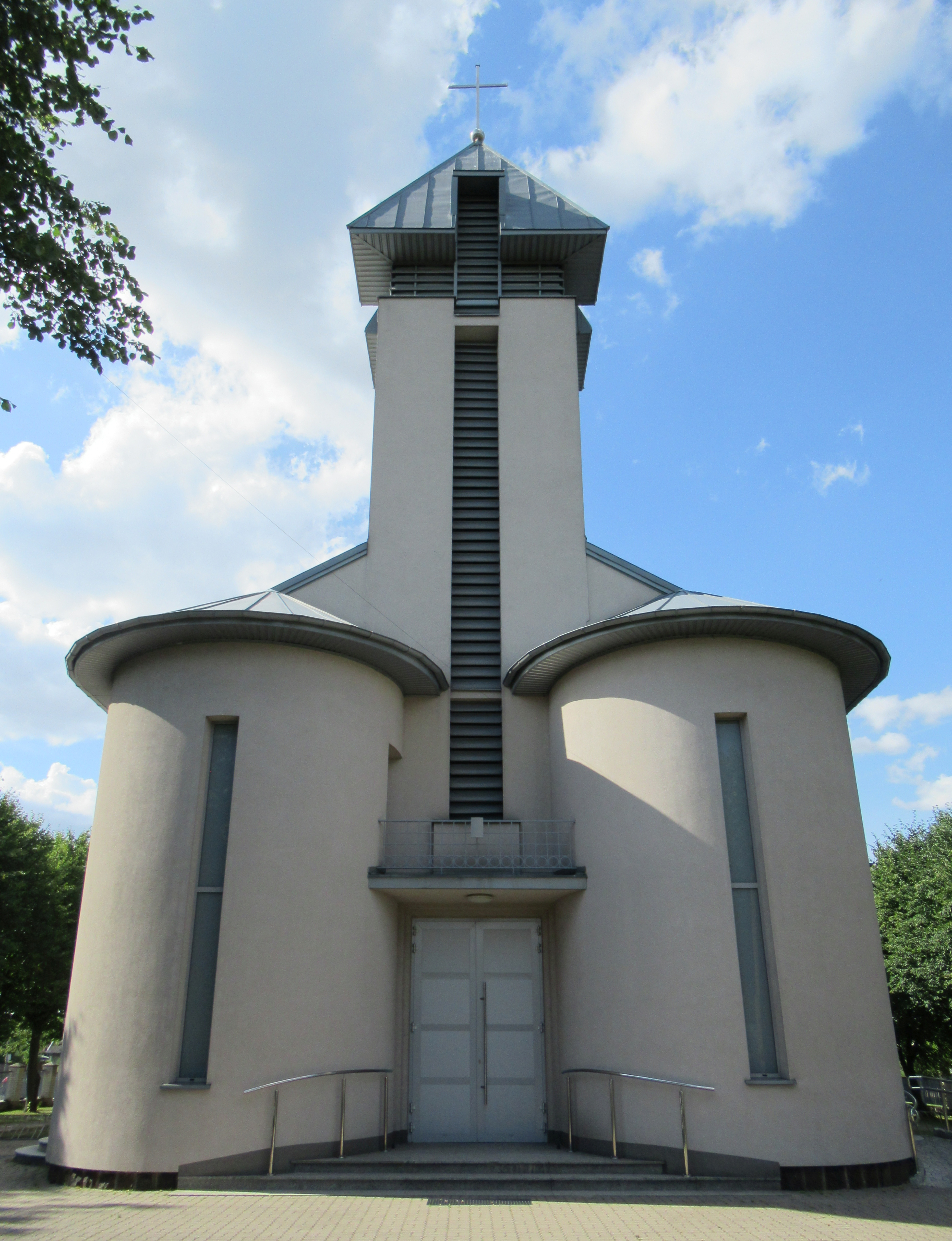
Kościół
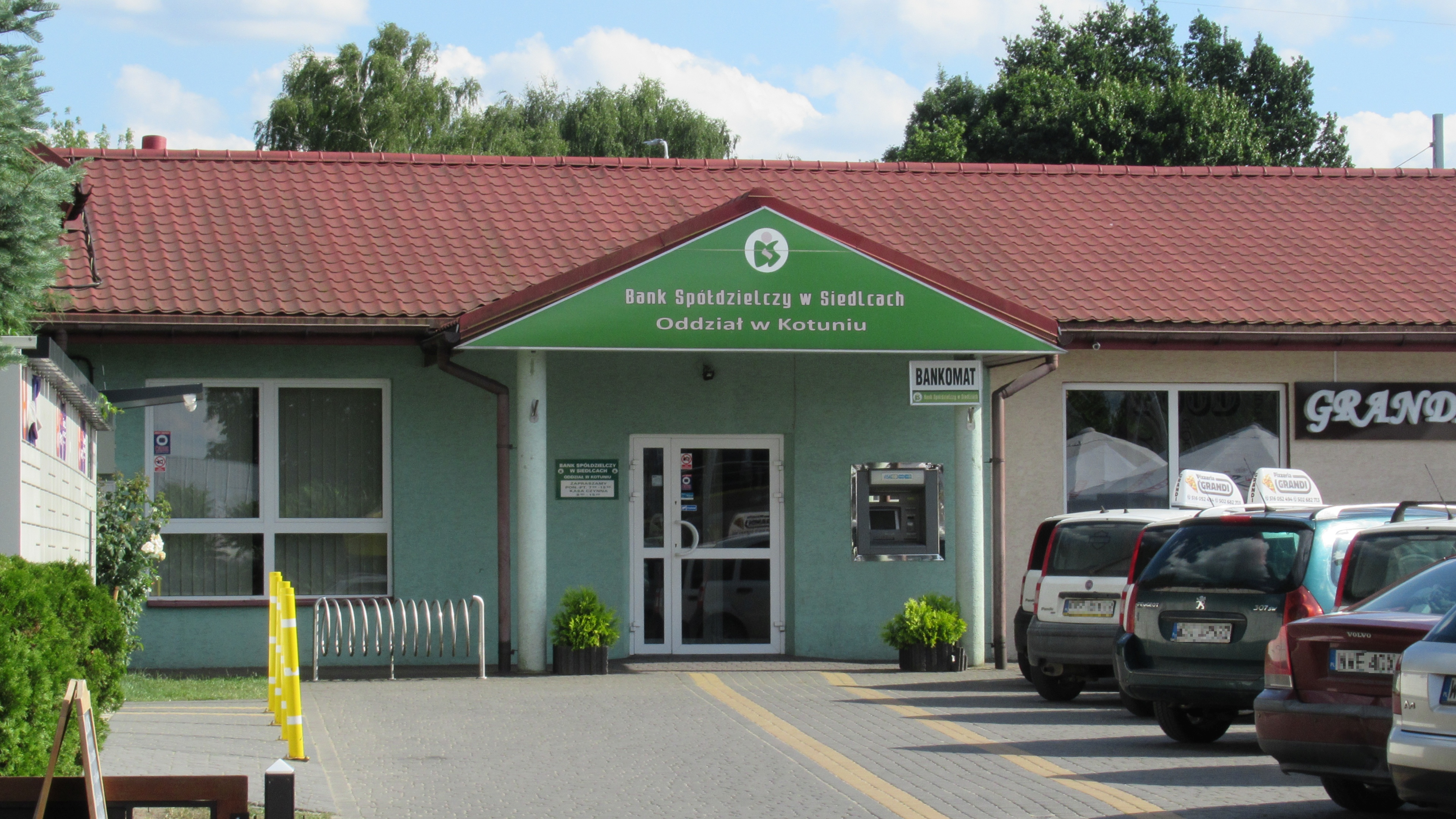
Bank Spółdzielczy
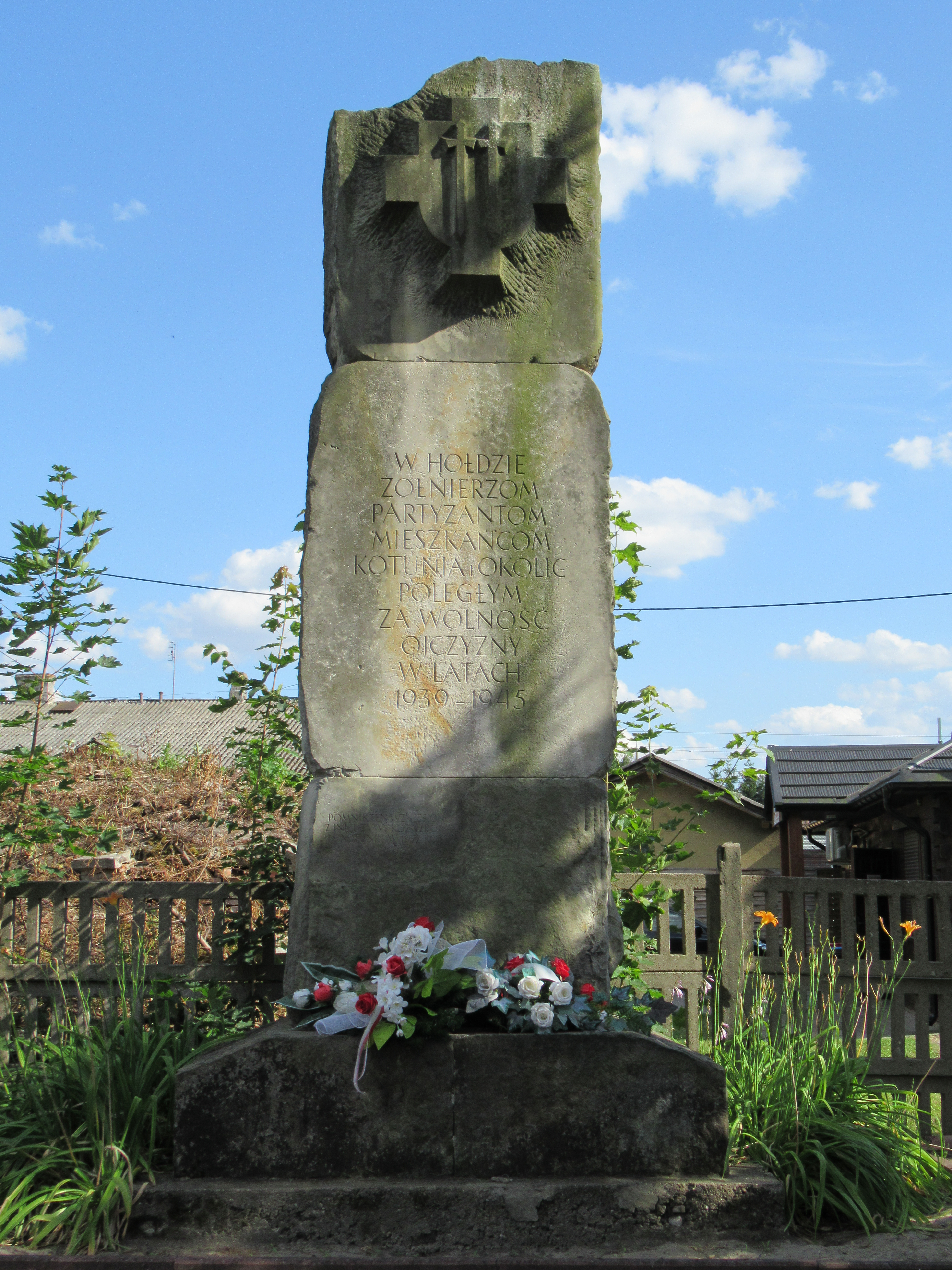
Pomnik ofiar wojny